# Abdelhak Maach
Abdelhak Maach, né en 1966, est un judoka marocain.

## Carrière
Abdelhak Maach évolue dans la catégorie des moins de 71 kg. Il participe aux Jeux olympiques d'été de 1988 à Séoul, où il est éliminé en seizièmes de finale par le Britannique Kerrith Brown. Aux Championnats du monde de judo 1989 à Belgrade, il est éliminé en huitièmes de finale par le Japonais Toshihiko Koga et perd en repêchages contre le Hongkongais Chong Sio Chin. Il remporte aux Jeux de la Francophonie de 1989 à Casablanca la médaille de bronze dans sa catégorie.
Il est médaillé de bronze dans la catégorie des moins de 71 kg aux Championnats d'Afrique de judo 1990 à Alger.